# Humberto Brenes
Humberto Brenes (Costa Rica, 8 maggio 1951) è un giocatore di poker costaricano.
Humberto Brenes, conosciuto anche come "The Godfather of Costa Rican Players" (il Padrino del poker costaricano), è uno dei giocatori più vincenti nel mondo del poker sportivo.
Ha infatti collezionato 58 piazzamenti a premi alle WSOP, vincendo due braccialetti.
Possiede una laurea in ingegneria industriale. Prima che il poker diventasse la sua attività principale, Brenes partecipava a tornei di baccarat e dadi nei casinò delle Bahamas, e si dedicava a numerose attività imprenditoriali, con investimenti negli alberghi, nelle costruzioni, nei ristoranti, nell'esportazione di generi alimentari, nel mercato immobiliare e televisivo. Nonostante questo, è stato proprio col poker che Humberto ha guadagnato le cifre maggiori.

## Curiosità
Quando gioca a poker live, è solito tenere sempre una coppia di squaletti con una lucina come card protector. Quando si trova all in non è strano vederlo giocherellare con gli squali infastidendo o divertendo gli avversari.